# نيجمة إكليلية
نيجمة إكليلية (الاسم العلمي: Geastrum coronatum) هو نوع من الفطريات يتبع جنس النيجمة من الفصيلة النيجمية.